# Simon Preston
Simon Preston (* 4. August 1938 in Bournemouth, England; † 13. Mai 2022) war ein britischer Organist, Dirigent und Komponist.

## Leben
Als Jugendlicher war Preston Chorsänger am King’s College in Cambridge und erlernte dort das Orgelspiel bei Hugh McLean und C. H. Trevor. Als das King’s College Stipendien für Orgelschüler anbot, bewarb er sich erfolgreich darum und arbeitete dort mit dem Organisten David Willcocks zusammen.
Ab 1962 war er Zweiter Organist der Westminster Abbey, gab 1967 dieses Amt auf und wechselte 1970 zur Christ Church (Oxford). 1981 kehrte er wieder zur Westminster Abbey zurück. 1987 beendete er diesen Posten, um sich einer internationalen Konzertkarriere zu widmen.
Simon Preston spielte nicht nur Orgel, er komponierte auch Werke für dieses Instrument. Eine seiner bekanntesten Schöpfungen ist das Alleluyas, welches er im Stil des französischen Komponisten Olivier Messiaen schrieb.
Im Jahr 2009 wurde Preston für seine Verdienste um die klassische Musik (for services to Classical Music) zum Commander of the Order of the British Empire (CBE) ernannt.